# Richard Salter
Richard Salter (Hindhead, 12 november 1943 - Karlsruhe, 1 februari 2009) was een Engels baritonzanger.
Salter studeerde Engelse literatuur aan de Universiteit van Cambridge en studeerde nadien zang aan het Royal College of Music in Londen en aan de "Hochschule für Musik und darstellende Kunst" in Wenen. Toen hij in Cambridge studeerde, was hij medestichter van The King's Singers.
In 1971 kreeg de bariton zijn eerste contract aan het "Hessischen Staatstheater Darmstadt". Nadien kwamen contracten in Kiel en in Bremen. Sinds 1987 was Salter regelmatig te horen aan het "Staatstheater am Gärtnerplatz" in München, waar hij twintig jaar lid van het ensemble was. Hij deed daarnaast gastoptredens in Berlijn, Hamburg, Parijs en Wenen. In 1994 werd de bariton benoemd tot "Bayerischen Kammersänger".
Al is Richard Salter vooral bekend als specialist in hedendaagse muziek, gedurende zijn jarenlange carrière heeft hij ook vrijwel alle grote baritonrollen gezongen. Zijn klassieke repertoire reikt van Beethovens Pizarro in Fidelio tot Verdi's Falstaff en Rigoletto en de vier duivelse figuren in Les contes d'Hoffmann (Jacques Offenbach) en tot Leonard Bernsteins Dr Panglossin in Candide en Beckmesser in Die Meistersinger von Nürnberg van Richard Wagner. Salter heeft tal van hoofdrollen gecreëerd, onder meer in Die Eroberung von Mexico en Jakob Lenz van Wolfgang Rihm, Enrico van Manfred Trojahn, alsook in opera's van Antonio Bibalo, Johannes Kalitzke, Rudolf Kelterborn, Giselher Klebe en Eckehard Meyer.
Salter overleed begin februari 2009, de dag voordat de repetities van het stuk Dood in Venetië van Benjamin Britten in Karlsruhe zouden beginnen.

## Bron
- Richard Salter verstorben, Klassik.com, 7 februari 2009

- Bibsys: 3092719
- Biblioteca Nacional de España: XX4989636
- Bibliothèque nationale de France: cb139985787 (data)
- Catàleg d'autoritats de noms i títols de Catalunya: 981058517558006706
- Gemeinsame Normdatei: 124423256
- International Standard Name Identifier: 0000 0000 8413 7864
- Library of Congress Control Number: n89600494
- MusicBrainz: 8a198ad2-f012-4e70-870c-8f5375ec15cb
- Nationale Bibliotheek van Tsjechië: xx0177679
- Nationale Bibliotheek van Israël: 987007289103305171
- Nationale Bibliotheek van Polen: a0000002614404
- Nederlandse Thesaurus van Auteursnamen: 073888273
- Réseau des bibliothèques de Suisse occidentale: 02-A003781775
- Système universitaire de documentation: 155533797
- Virtual International Authority File: 117095480
- WorldCat: E39PBJvCV6jY8p7WYHwY6T6BT3